# Nonyma lepesmei
Nonyma lepesmei là một loài bọ cánh cứng trong họ Cerambycidae.